# Ruta Provincial 341 (Tucumán)
La Ruta Provincial 341 es una carretera de Tucumán, Argentina, que conecta la ruta provincial 301 en Lules con la ruta nacional 9 en Tapia. Se encuentra pavimentada, excepto entre El Siambón y Lules. 
En 2014, ante los constantes accidentes sufridos en el acceso a Tapia, se remodeló el ingreso a dicha localidad por ruta nacional 9. Este fue inaugurado en 2015 por el gobernador José Alperovich, teniendo un costo de ARS 45 000 000. En esta obra se agregó un tercer carril para entrar a Tapia y otro carril para salir de la localidad rumbo a la provincia de Salta. En 2024, en medio del Plan de recuperación de caminos, se recuperó y compactó la superficie del camino en el tramo de ripio no pavimentado. 

## Localidades
Las localidades por las que pasa son las siguientes:
- Departamento Lules: Lules y Villa Nougués.

- Departamento Tafí Viejo: Raco y El Siambón.

- Departamento Trancas: Tapia.